# 매리너 7호
매리너 7호(영어: Mariner 7)는 1969년에 발사된 미국 매리너 계획의 화성 탐사선이다.
임무의 목적은 특히 외계 생명의 탐색과 관련되는 후의 조사의 기초를 확립하기 위해서 화성에 접근 통과를 행해 그 표면과 대기를 조사, 이후의 화성 탐사 임무나 그 외 태양에서 멀리 떨어진 장기간의 임무에서 필요한 기술을 개발·실증하는 것이었다. 매리너 7호는, 매리너 6호와 같이 화성의 대기를 조사했다.
화성의 적도와 남극 지방의 상공을 비행하고, 리모트 센서로 대기와 표면을 분석해 수많은 사진을 촬영해 지구로 전송했다. 우연히도 매리너 6호와 7호가 모두 통과한 곳이 충돌구 투성이인 지역의 상공이었기 때문에, 후에 발견되는 거대 화산인 올림푸스 산이나 화성 적도 부근의 거대한 매리너 협곡을 놓쳐 버렸다. 그런데도, 촬영된 사진은 화성 표면의 약 20% 및 지구에서도 길게 보이는 어두운 특징을 볼 수 있었지만, 천문학자가 오인한 운하는 발견되지 않았다.
매리너 6호와 7호의 엔지니어링 모델이 현존해 제트 추진 연구소가 소유하고 있다. 현재는 대기 우주 물리학 연구소에 대여되어 로비에 전시되고 있다.
매리너 6호와 7호 모두 현재는 기능이 정지되어 태양 주회 궤도에 있다.

## 탐사선의 탑재 기기
매리너 7호와 6호 탐사선은 완전히 동일하고, 대각이 138.4 cm, 높이가 45.7 cm 의 팔각형 모양을 한 마그네슘 케이스로 구성되어 있다. 케이스 위에 있는 원추형의 상부 구조에는, 직경 1미터의 고이득 파라볼라 안테나가 장비되어 있다. 케이스 상단의 모퉁이에는, 각각 215 × 90 cm 의 태양 전지 패널이 4매 장착되어 있다. 구석에서 구석까지는 5.79 m이다. 고이득 안테나 근처에 있는 높이 2.23 m 의 마스트에는, 무지향성 저이득 안테나가 장착되어 있다. 팔각형 케이스의 밑면에는, 과학 기기가 격납된 2축의 주사 플랫폼이 있다. 과학 기기 전체 질량은 57.6 kg 이고, 탐사선 전체 높이는 3.35 m이다.
3기의 자이로, 태양 전지 패널의 구석에 장착된 6기의 질소 가스 제트가 2조, 카노푸스 추적기가 1기, 주 태양 센서 2기와 보조 태양 센서가 4기 장비되어 있고, 탐사선은 태양과 카노푸스를 기준으로 3축 자세를 유지한다. 하이드라진을 추진제로 하는 추진력 223 N 의 로켓 엔진이 케이스 내에 장착되어 있고, 4매의 분류 날개 첨단부의 노즐이 팔각형 케이스의 측면에 장비되어 있다. 4매로 구성되어 있고 면적 7.7 m²의 태양 전지 패널에 17,472 셀의 태양전지가 있어, 지구 부근에서는 800 W, 화성에서는 449 W 의 전력을 공급할 수 있다. 필요한 최대 출력은, 화성 접근 시에 380 W이다. 또 1,200 Wh 의 은-아연 축전지가 예비 전력으로 이용된다. 열의 제어는, 주 구획 측면의 가변 배열구에서 행해진다.
통신용 회선이 3채널 장비되어 있고, 채널 A는 81⁄3 또는 331⁄3로 기술 데이터에, 채널 B는 662⁄3 또는 270 bit/s 로 과학 데이터에, 채널 C는 16,200 bit/s 로 과학 데이터에 각각 사용된다. 10 W 와 20 W 의 S 밴드 진행파관 증폭기의 송신기가 2대, 수신기가 1대 있어, 고이득과 저이득의 안테나로 통신이 행해진다. 텔레비전 영상은 용량이 1억 9500만 비트인 아날로그 테이프 레코더에 기록한 다음 송신할 수 있다. 다른 과학 데이터는 디지털 레코더에 기록된다. 중앙 컴퓨터와 시퀀서(CC&S)에서 운용되는 커맨드 시스템은, 정확한 시각에 특정 운용을 실행할 수 있도록 되어 있다. 발사 전에, 표준적인 임무와 예비용 견실적인 임무가 CC&S 에 프로그램되었지만, 비행 중에 재프로그램하는 것도 가능하다. CC&S는 53개의 직접 커맨드, 5개의 제어 커맨드, 4개의 양적 커맨드를 실행할 수 있다.

## 같이 보기
- 매리너 6호
- 매리너 계획
- 화성 탐사